# Neothetalia pallitarsis
Neothetalia pallitarsis är en skalbaggsart som först beskrevs av Kirby 1837.  Neothetalia pallitarsis ingår i släktet Neothetalia och familjen kortvingar. Inga underarter finns listade i Catalogue of Life.